# Christian Büsen
Christian Büsen (* 27. November 1971) ist ein deutscher Rundfunksprecher und Sprecherzieher.

## Beruflicher Werdegang
Nach dem Abitur 1991 volontierte Büsen beim lokalen Rundfunksender Ruhrwelle Bochum (heute: Radio 98,5) und arbeitete anschließend bis 1998 dort als Redakteur.
2001 schloss er sein Diplom-Studium Sprechen/Sprecherziehung an der Staatlichen Hochschule für Musik und Darstellende Kunst Stuttgart ab. Während des Studiums arbeitete er als Reporter für SWR1 und SWR3. Anschließend war er Nachrichtensprecher im SWR bis 2009. Außerdem arbeitete Büsen als Off-Sprecher für ARD, ARTE und den SWR.
Seit 2009 ist Büsen Professor für Sprechkunst mit dem Schwerpunkt Mediensprechen an der Staatlichen Hochschule für Musik und Darstellende Kunst Stuttgart.

## Filmographie (Auswahl)
- Wanderlust, Serie 2, 5 Teile
- Wanderlust, Serie 1, 5 Teile
- Die Marco-Polo-Fährte, 5 Teile
- Der Foodhunter (VO)
- Kathedralen, Wunderwerke der Gotik
- Tod der Sonnensöhne
- Thomas Sankara, der Che Südafrikas
- Das war Atlantis
- Bye, bye, Pluto
- Delfinmörder
- Ungeheuer aus der Tiefe
- Queen Mary 2 – Königin der Meere
- In den Fängen des Riesenkalmars
- Die Panda-Babystation
- Die Bächle in Freiburg
- Die Götzenburg in Jagsthausen

## Hörbücher (Auswahl)
- Dietrich Grönemeyer, Gesundheit!
- Hans Jellouschek, Was die Liebe braucht
- Ellis Peters, Bruder Cadfael: Ein Leichnam zuviel
- Willigis Jäger, Die Welle ist das Meer
- Henryk Sienkiewicz, Quo vadis
- Harro von Senger, die Klaviatur der 36 Strategeme
- David-Steindl Rast, Musik der Stille